# الأب بديع الحاج

الأب بديع الحاج هو كاهن لبناني ماروني وعضو في الرهبانية اللبنانية المارونية، من مواليد سنة 1970 في عينطورة – قضاء المتن في لبنان. يشغل أدوارًا قيادية وتربوية وثقافية بارزة، ويُعدّ من أبرز الباحثين في مجال الموسيقى اللبنانية والموسيقى العربية الكلاسيكية والتراثية، ومن الشخصيات الدينية الأكاديمية ذات الأثر في لبنان والمهجر.

## النشأة والدراسة
تابع الأب بديع الحاج دراسته الفلسفية واللاهوتية في جامعة الروح القدس - الكسليك، ثم انتقل إلى فرنسا حيث نال شهادة الدكتوراه في العلوم الموسيقية وتاريخ الموسيقى من جامعة السوربون – باريس الرابعة. كما حصل على شهادة دراسات عليا في إدارة الأعمال من جامعة مونتريال (HEC) في كندا.

## السيامة والحياة الكهنوتية
سيم كاهنًا في العام 1995، وتولّى مهامًا رعائية وتربوية في عدة مناطق، منها:
- دير ومدرسة مار أنطونيوس – حمانا
- رعية مار شربل – سورين، فرنسا
- رعية مار أنطونيوس – بيت شباب

كما شغل مناصب متعددة، منها:
- مدير مدرسة حمانا
- رئيس دير مار أنطونيوس – بيت شباب
- رئيس مستشفى بيت شباب
- عميد كلية الموسيقى في جامعة الروح القدس - الكسليك
- أستاذ جامعي ومشرف على رسائل ماجيستير ودكتوراه
- مؤسس ومدير قسم الأرشيف الموسيقي والصوتي في جامعة الكسليك
- مدرّب وقائد جوقات، ومرشد كشفي

## النشاط الأكاديمي والثقافي
ينشط الأب بديع الحاج في المجالات البحثية والتوثيقية المتعلقة بالتراث الموسيقي اللبناني والمشرقي، وقد شارك في العديد من المؤتمرات الدولية في لبنان والعالم العربي وأوروبا، كما ساهم في تدريب وتوثيق جوقات وأناشيد دينية.
من أبرز مساهماته:
- تدريب جوقة جامعة الروح القدس الكسليك
- تسجيل نشيد "قديسون أنتم، ثلاثة شفعاء"
- إلقاء مداخلات في أكثر من 20 مؤتمرًا موسيقيًا علميًا في لبنان، فرنسا، كندا، مصر، الأردن، تونس، الجزائر والكويت

## المؤلفات
أصدر الأب بديع الحاج عددًا من الكتب والدراسات، منها:
- Musique traditionnelle au Liban. Collecte, histoire, analyse، باريس، دار Geuthner، 2015
- الأب يوسف الأشقر – حياتي ترنيم لك، منشورات جامعة الكسليك، 2010
- يرنو بطرف... حليم الرومي، حياة وإنجازات، منشورات جامعة الكسليك، 2017
- لنرفعنّ التسبيح – الأب يوسف الأشقر، حسّايات، منشورات جامعة الكسليك، 2019
- عبد الجليل وهبي، بيروت، دار نلسن، 2022
- محمد مرعي، الفنان المغمور، منشورات جامعة الكسليك، 2023
- توفيق الباشا، رحلته إلى العالمية، منشورات جامعة الكسليك، 2025

## المقالات والدراسات
نُشرت له مقالات علمية وأكاديمية في لبنان، كندا، والأردن، من أبرزها:
- "Le Liban point de rencontre des chants et musiques sacrés..."، بيروت، 2006
- "Le chant traditionnel au Liban..."، PUSEK، 2008
- "Le chant traditionnel au Liban : identité, histoire et genres"، الجامعة اللبنانية الأميركية، 2014
- "Père Louis Hage..."، مونتريال، 2019
- "Le chant syriaque Maronite..."، LAU، 2019

## الإعلام والمقابلات
أُجريت معه مقابلات عدّة عبر الإذاعات والتلفزيونات اللبنانية والعربية، ومنها الجزيرة الوثائقية في سياق برنامج عن حياة حليم الرومي.

## وصلات خارجية
- جامعة الروح القدس – الكسليك

== تصنيفات ==